# マダガスカルタガメ
Lethocerus oculatusは、半翅目コオイムシ科タガメ亜科タイワンタガメ属に属する水生昆虫の一種である。

## 生態
情報不足のため詳細は不明。だが、世界各地には様々なタガメ類の昆虫が生息するが、それぞれ生息地の自然環境による差はあれど行動様式はいずれもかなり近似しているため、他のタガメ類と同じようにオスが卵塊を保護するなどの行動を取ると思われる。

## 分布
マダガスカル固有種。

## 形態
体長はメス73–79ミリメートル、オス68–70ミリメートル。アフリカタガメL. cordofanusに類似するが、弓状の後脛節や大型の複眼で区別できる。